# 생방송 뭐든지 해결단
《생방송 뭐든지 해결단》은 매주 평일 저녁 6시에 방송되는 어린이 프로그램이다. 2021년 10월 4일부터 2023년 2월 24일까지 신설되어 2021년 EBS 1TV 가을 개편 일부 조정에 따라 2021년 10월 1일 자로 생방송 방과 후 듄듄이 종영된 이후의 후속 프로그램이다.

## 방송 시간
| 방송 채널 | 방송 기간                                                           | 방송 시간                     | 방송 분량 |
| --------- | ------------------------------------------------------------------- | ----------------------------- | --------- |
| EBS 1TV   | 2021년 10월 4일 ~ 2022년 2월 25일 2022년 8월 29일 ~ 2023년 2월 24일 | 매주 평일 저녁 6시 ~ 7시      | 1시간     |
| EBS 1TV   | 2022년 2월 28일 ~ 8월 26일                                          | 매주 평일 저녁 6시 ~ 6시 45분 | 45분      |

## 진행자
- 김재훈 (2022년 8월 29일 ~ 2023년 2월 24일 )
- 채효진 (2021년 10월 4일 ~ 2023년 2월 24일 )

이전 진행자
- 정엽 (2021년 10월 4일 ~ 2022년 8월 26일)

스페셜 진행자
- 최초룡 (2022년 3월 21일 ~ 3월 25일)
- 김나예 (2022년 11월 4일 ~ 11월 9일)

## 출연자
- 이시후
- 김서희
- 조래훈
- 이정규
- 김마주
- 정우재
- 도디

## 결방 안내
2022년
- 1월 26일 ~ 2월 4일 : 방송사 사정으로 인한 결방
- 9월 9일, 9월 12일 : 추석 연휴로 인한 결방

2023년
- 1월 23일 ~ 1월 24일 : 설날 연휴로 인한 결방

## 같이 보기
관련 항목
- 어린이 프로그램

방송 프로그램
- 살림하는 남자들, 갓파더 - 新가족관계증명서 (KBS 2TV)
- 동상이몽, 괜찮아 괜찮아, 동상이몽 2 - 너는 내 운명 (SBS TV)
- 놀면 뭐하니? (MBC TV)
- 두시만세 (MBC 표준FM)